# Horgenzell
Horgenzell – miejscowość i gmina w Niemczech, w kraju związkowym Badenia-Wirtembergia, w rejencji Tybinga, w regionie Bodensee-Oberschwaben, w powiecie Ravensburg, wchodzi w skład wspólnoty administracyjnej Wilhelmsdorf.

## Geografia
Gmina leży pomiędzy Jeziorem Bodeńskim a górami Górnej Szwabii, ok. 10 km od Ravensburga i Weingarten oraz około 20 km od Friedrichshafen.

## Historia
Po raz pierwszy o tych ziemiach usłyszano w 1094 pod nazwą Horguncella, lecz pochodzenie tej nazwy jest do dziś niejasne.
Gmina powstała w 1972 z połączenia gmin Hasenweiler, Kappel, Wolketsweiler oraz Zogenweiler.

## Zabytki
- kościół św. Jana Baptysty (St. Johannes Baptist w Danketsweiler
- kościół Maryi Bożej Rodzicielki (Maria Geburt) w Hasenweiler
- kościół św. Urszuli (St. Ursula) w Horgenzell
- kościół św. Gawła (St. Gallus) w Kappel
- kościół św. Wenancjusza (St. Venantius) w Pfärrenbach
- kościół św. Stefana (St. Stephanus) w Ringgenweiler
- kościół św. Jana Baptysty (St. Jojannes Baptist) w Wilhelmskirch
- kościół św. Felixa i Reguli (St. Felix und Regula) w Zogenweiler

## Galeria

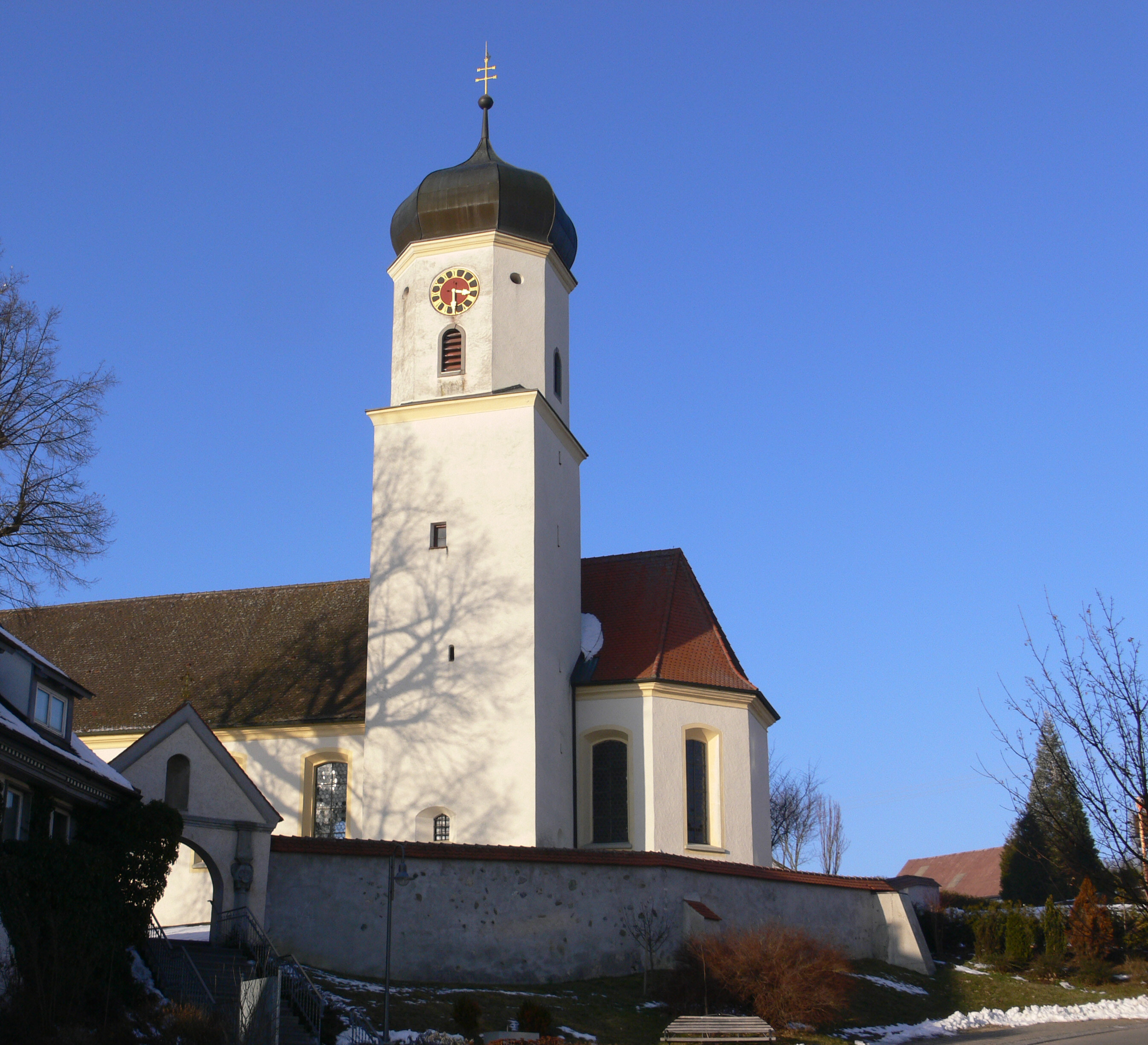
Kościół Maryi Bożej Rodzicielki (Maria Geburt) w Hasenweiler
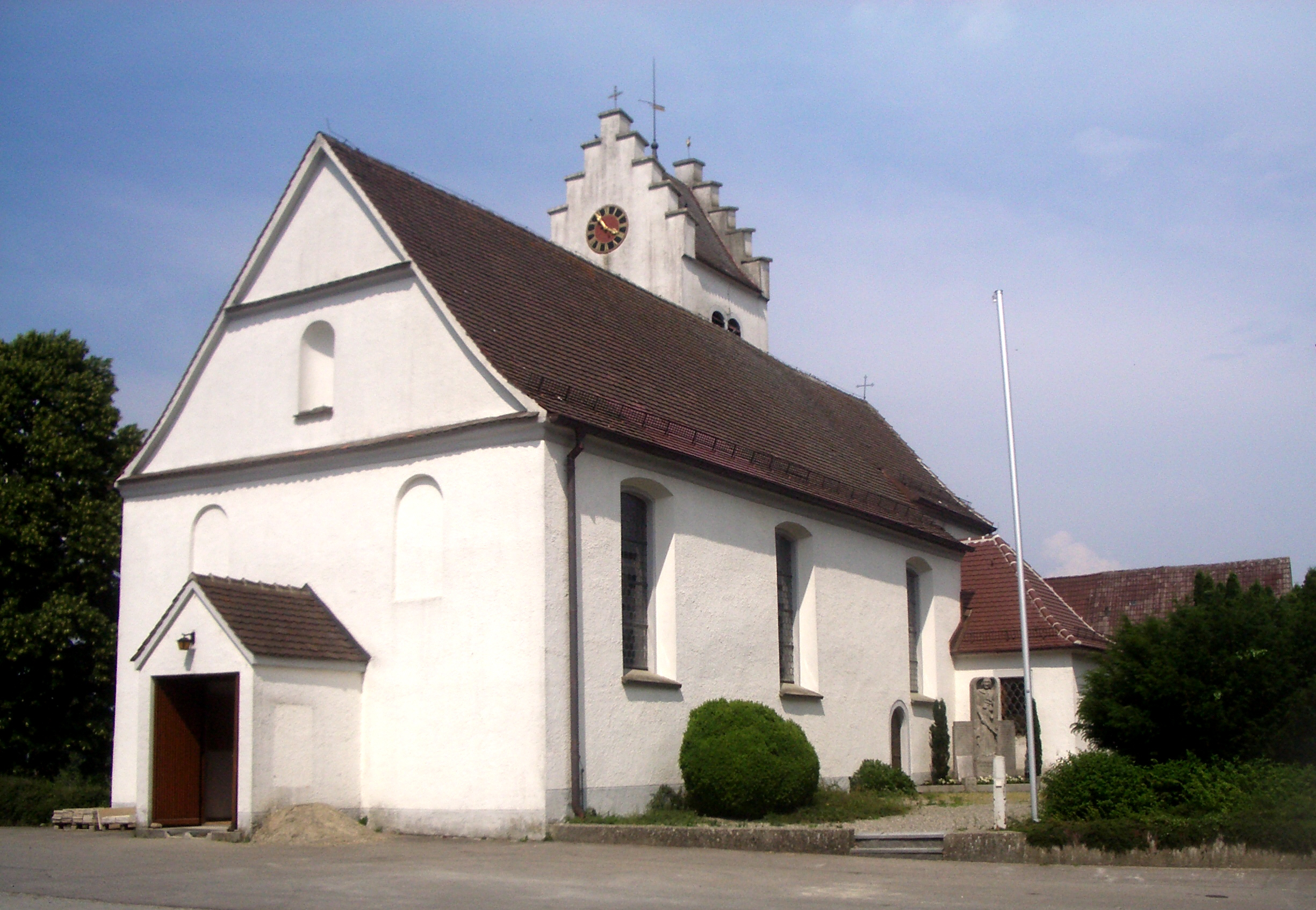
Kościół św. Urszuli (St. Ursula) w Horgenzell
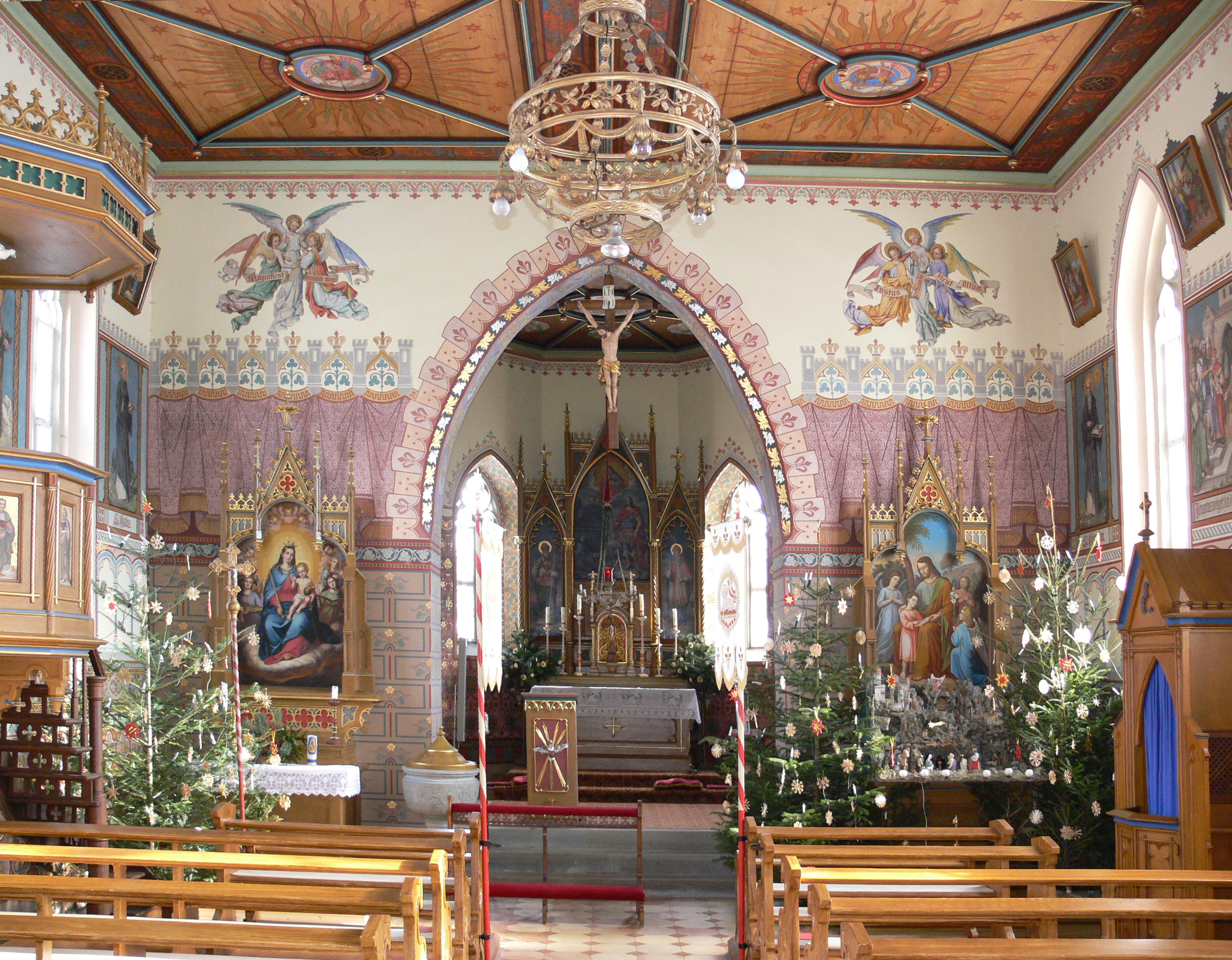
Wnętrze kościoła św. Wenancjusza (St. Venantius) w Pfärrenbach